# Liophis problematicus
Liophis problematicus là một loài rắn trong họ Rắn nước. Loài này được Myers mô tả khoa học đầu tiên năm 1986.